# بغدادی محمودی
بغدادی محمودی (عربی: البغدادي علي المحمودي؛ زادهٔ ۱۹۴۵) سیاست‌مدار اهل لیبی است. در سپتامبر سال ۲۰۱۱ در تونس دستگیر شد. در تابستان سال ۲۰۱۲ مقامات تونس محمودی را به لیبی تحویل دادند. در سال ۲۰۱۵ محمودی به اعدام محکوم شد ولی این حکم در نهایت اجرا نشد و وزارت دادگستری دولت وفاق ملی لیبی در سال ۲۰۱۹ با توجه به وخامت اوضاع جسمانی وی دستور آزادی او را صادر نمود.